# Luisia secunda
Luisia secunda är en orkidéart som beskrevs av Gunnar Seidenfaden. Luisia secunda ingår i släktet Luisia och familjen orkidéer.
Artens utbredningsområde är Thailand. Inga underarter finns listade i Catalogue of Life.